# تلمبه جلال اروند
تلمبه جلال اروند یک منطقهٔ مسکونی در ایران است که در دهستان محمودآبادسید واقع شده‌است.